# 高原慶一朗
髙原 慶一朗（たかはら けいいちろう、1931年〈昭和6年〉3月16日 - 2018年〈平成30年〉10月3日）は、日本の実業家。位階は従四位。
ユニ・チャーム創業者で、同社初代代表取締役社長や、日本経団連評議員会副議長等を務めた。第2代ユニ・チャーム代表取締役社長の髙原豪久は長男。

## 人物・経歴
愛媛県川之江市（現四国中央市）生まれ。地元の中学校を総代で卒業し、松山高等学校を経て、大阪市立大学でマルクス経済学を学び、3年で卒論以外の必要単位を取得したため、指導教官の紹介状をもらい、4年目は一橋大学でケインズ経済学を学んだ。1953年大阪市立大学商学部卒業。卒業論文は「我が国の紙パルプ工業の実証的研究」。同年関西紙業入社。
父が経営する家業の国光製紙（現ユニ・チャーム国光ノンウーヴン）専務を経て、1961年大成化工（現ユニ・チャーム）を設立し、同社代表取締役社長に就任。1987年に藍綬褒章を受章。2001年代表取締役会長。2004年に旭日重光章を受章。2005年大阪市立大学名誉博士。2008年取締役会長。2011年取締役ファウンダー。日本経団連評議員会副議長、四国経済連合会副会長、大阪市立大学学友会会長等も歴任した。
2018年10月3日、老衰のため死去。87歳没。叙従四位。

## 著書
- 『感動の経営 : 大事は理、小事は情をもって処す』ダイヤモンド社 1994年
- 『やる気・やるチャンス・やる力 : ビジネスで成功する100の知恵』日経BP社 1997年
- 『チャレンジ立国論 : 会社や産業を創り、壊し、再生する』東洋経済新報社 2000年
- 『転機は勝機 : まことに日に新たに、日に日に新たに、また日に新たなれ』ユニ・チャーム 2001年
- 『賢い人ほど失敗する : 要領が悪い人でも成功するヒント』PHP研究所 2003年
- 『人生を生き抜くカン・コツ・急所』PHP研究所 2005年
- 『理屈はいつも死んでいる』サンマーク出版 2006年